# Greco bianco

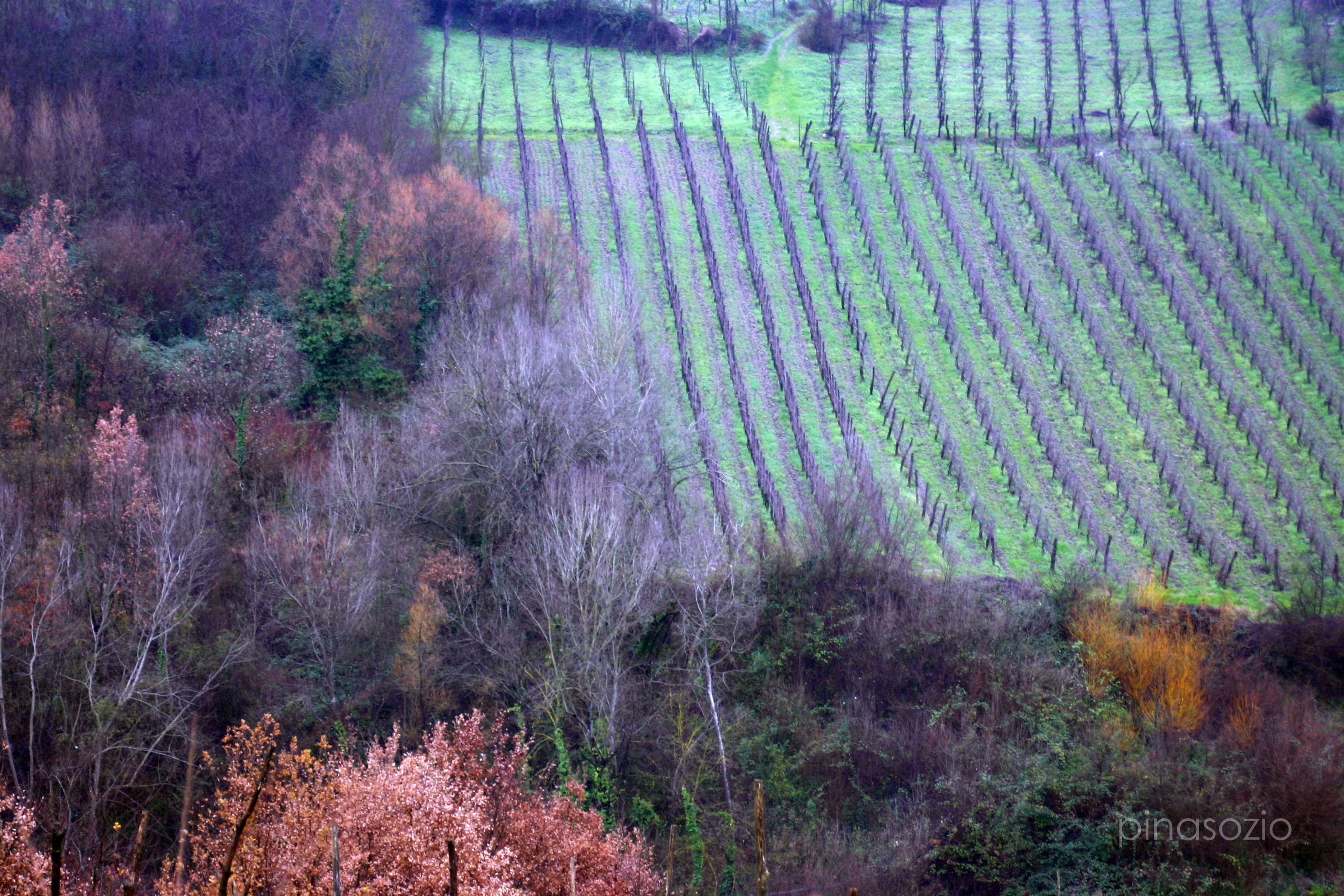
Winnica na terenie apelacji Greco di Tufo DOCG

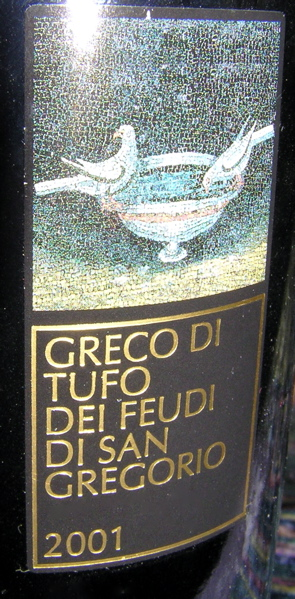
Butelka wina greco di tufo

Greco bianco, Greco Bianco, greco – biały szczep winorośli, uprawiany w południowych Włoszech.

## Charakterystyka
Szczep greco przypuszczalnie sprowadzili do Włoch Grecy, co znalazło swoje odbicie w nazwie. Winnice obsadzone greco koncentrują się w Kampanii, a w mniejszym stopniu w Kalabrii. Pojedyncze uprawy o eksperymentalnym charakterze prowadzi się także w regionie Molise.

## Wina
Szczep daje wina wonne, o słomkowozłotym kolorze. Według Suppa i Mausa najlepsze wina z odmiany greco bianco powstają w okolicy miasta Tufo w Kampanii. Wytrawne wina apelacji Greco di Tufo DOCG cechują się aromatem owoców cytrusowych i migdałów. Wytwarza się tam także wersję musującą, produkowaną metodą szampańską. Jednym z wariantów wina taburno jest jednoodmianowe taburno greco.
W Kalabrii, na terenie gmin Bianco i Casignana powstaje greco di bianco, gęste deserowe wino klasy DOC z podsuszanych winogron (passito), opisywane jako "najlepsze kalabryjskie wino deserowe". Greco di bianco rzadko jest eksportowane poza granice Włoch. Także z Kalabrii pochodzi białe cirò, które musi zawierać przynajmniej 90% winogron greco bianco.
Odmiana pojawia się również w innych winach z południowych Włoch.

## Nazwy
Badania przeprowadzone w 2005 ujawniły, że szczepy greco di tufo i aspirinio są tożsame. Odmiany nie należy mylić z popularnym w Umbrii grechetto.
Najczęściej używanymi nazwami są greco, greco bianco albo greco di tufo. Inne synonimy to: gieco, greco del vesuvio, greco della torre, greco di napoli, grecula grieco oraz synonimy dla aspirinio: aspirinia di aversa, aprino greco, lacrima, olivese, ragusano, uva asprina, uva asprinia.